# Florent Batta
Pour les articles homonymes, voir Batta.
Florent Batta, né le 14 juin 1980 à Marseille, est un arbitre fédéral français de football. Il est le fils de Marc Batta, ancien arbitre international de football.

## Biographie

### Carrière d'arbitre
Il arbitre son premier match de National en 2009, son premier match de Ligue 2 en 2010 et est nommé arbitre de Ligue 1 en 2018. Il arbitre son premier match de Ligue 1 le 11 août 2018 lors de la première journée de championnat opposant Montpellier au Dijon FCO. Il n'a encore jamais officié au niveau européen.
Il a été au cœur de plusieurs polémiques concernant des décisions litigieuses lors de certaines rencontres du championnat de France de Ligue 1 et de Coupe de France,,.

Au sifflet du 32e de finale de la Coupe de France le Dimanche 7 Janvier 2024, entre l'US Revel (Régional 1) et le PSG, Florent Batta a régulièrement été la cible de critiques. Il avait également été mis en porte à faux en Novembre 2011, lors du 7e tour de la Coupe de France entre les Réunionnais de l'US Stade Tamponnaise et CS Amnéville, il avait ainsi validé l'égalisation des visiteurs métropolitains à la 90e minute de jeu malgré une position évidente de hors-jeu d'après les acteurs de la rencontre.

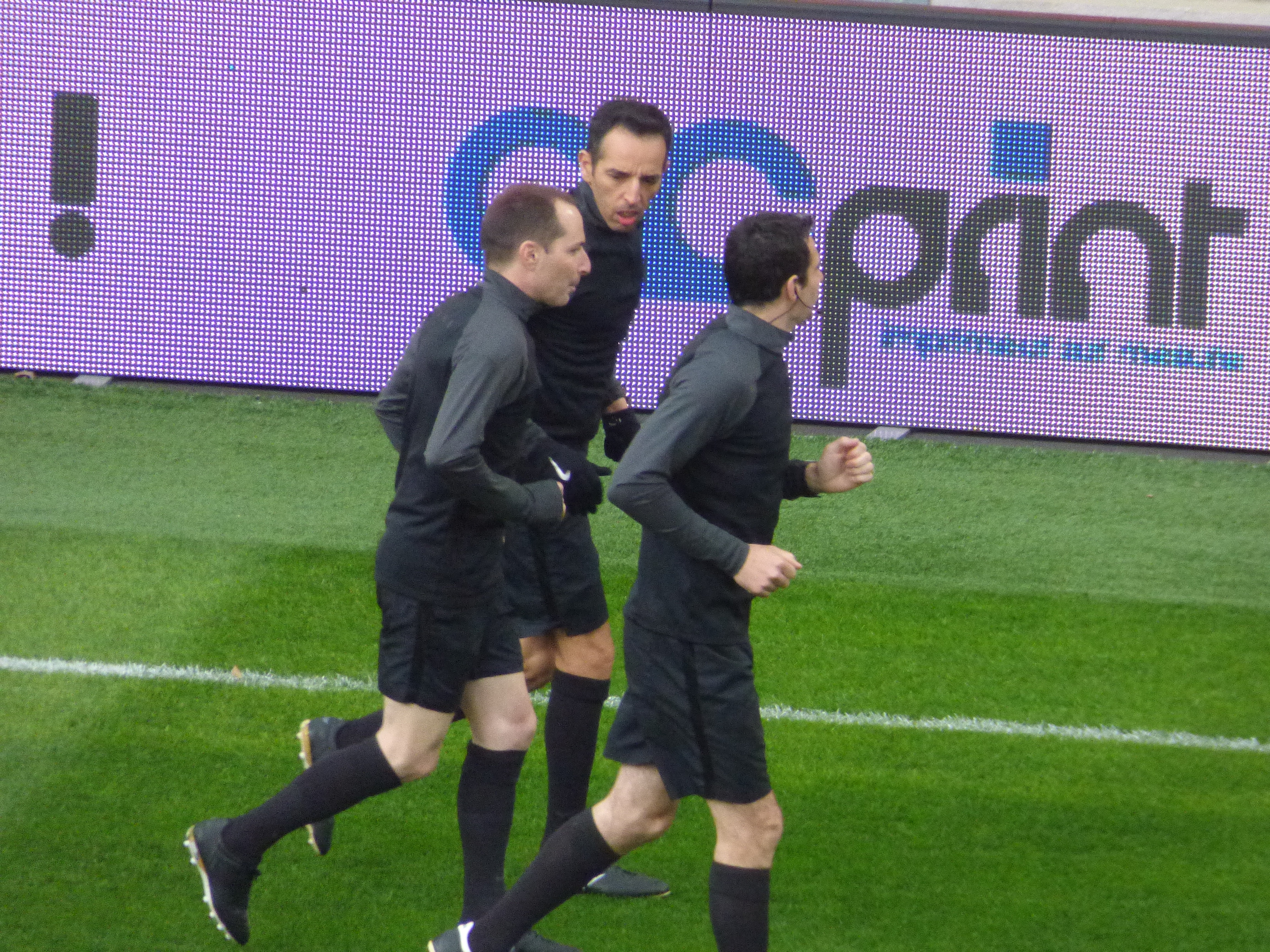
Le trio arbitral Florent Batta, Julien Aube, Djemel Zitouni lors du match RC Lens / FC Metz le 14 mars 2021.

#### Incident du match Montpellier – Clermont (8 octobre 2023)
Le 8 octobre 2023, lors d'un match de Ligue 1 opposant Montpellier Hérault SC au Clermont Foot 63, Florent Batta, arbitre de la rencontre, a pris la décision controversée d'interrompre définitivement le match après un incident impliquant le gardien clermontois Mory Diaw. À la 91ᵉ minute, un pétard lancé depuis la tribune Étang de Thau a explosé à proximité immédiate du joueur, entraînant son évacuation sur civière pour un traumatisme.
Florent Batta, en concertation avec le délégué du match Maurice Somma et l'équipe médicale de Clermont, a invoqué des raisons de sécurité et l'incapacité de Diaw à reprendre la partie. Une cellule de crise a confirmé la nécessité de ne pas poursuivre la rencontre. Cette décision a conduit à des répercussions majeures : le match a été rejoué à huis clos, et Montpellier a été sanctionné par la Ligue de Football Professionnel, avec un retrait de points et des amendes pour insuffisance d'organisation,.

#### Une saison 2024-2025 sous pression
La saison 2024 de Ligue 1 a été marquée par plusieurs décisions arbitrales controversées impliquant Florent Batta. Le 22 septembre, lors de la rencontre entre Brest et Toulouse, il expulse l'entraîneur brestois Éric Roy après un échange houleux, ce dernier dénonçant un manque de dialogue des arbitres en Ligue 1 comparé aux standards européens,. Deux mois plus tard, le 23 novembre, il suscite de vives critiques de la part des Montpelliérains après avoir sifflé deux penalties en faveur de l’AS Saint-Étienne avant de revenir sur ses décisions après consultation de la VAR. Jugé autoritaire et peu communicatif, il distribue ce jour-là cinq cartons jaunes aux joueurs du MHSC, provoquant frustration et incompréhension. Ces épisodes relancent le débat sur l’attitude et la gestion des rencontres par les arbitres en France.
Quelques jours après la fin de la saison 2024-2025 de Ligue 1 et Ligue 2, la Commission fédérale de l'arbitrage a dévoilé le classement des arbitres, établi selon la moyenne de leur évaluation à chaque match. Florent Batta, dix-neuvième et dernier, est rétrogradé en Fédéral 2,,.

## Statistiques*
*Comprenant les rôles d'arbitre central, arbitre assistant et arbitre VAR
| Catégorie         | Nombres de matchs | Catégorie                             | Nombres de matchs |
| Ligue 1           | 155               | UEFA Europa League Qualification      | 2                 |
| Ligue 2           | 178               | UEFA Europa League                    | 2                 |
| National          | 31                | UEFA Conference League Qualification  | 3                 |
| Coupe de France   | 36                | UEFA Euro qualifying U21              | 5                 |
| Coupe de la Ligue | 11                | Éliminatoires Coupe du monde (Europe) | 1                 |
| UEFA Youth League | 2                 | UEFA Nations League C                 | 1                 |
| ----------------- | ----------------- | ------------------------------------- | ----------------- |